# 181-й истребительный авиационный полк
181-й истребительный Сталинградский авиационный полк (181-й иап) — воинская часть Военно-воздушных сил (ВВС) Вооружённых Сил РККА, принимавшая участие в боевых действиях Великой Отечественной войны.

## Наименования полка
За весь период своего существования полк несколько раз менял своё наименование:
- 181-й истребительный авиационный полк
- 181-й истребительный Сталинградский авиационный полк
- 180-й гвардейский истребительный Сталинградский авиационный полк
- 180-й гвардейский истребительный Сталинградский Краснознамённый авиационный полк
- Полевая почта 30144

## Создание полка
181-й истребительный авиационный полк начал формироваться 24 мая 1941 года в Западном Особом военном округе на аэродроме Шаталово, Смоленская область. Формирование завершено 27 июля 1941 года при 11-м запасном авиационном полку Северо-Кавказского военного округа в г. Ростов-на-Дону на самолётах ЛаГГ-3.
| Ла-7 | Ла-5 | ЛаГГ-3 |

## Переименование полка
181-й Сталинградский истребительный авиационный полк 19 августа 1944 года за образцовое выполнение боевых задач и проявленные при этом мужество и героизм переименован в 180-й гвардейский Сталинградский истребительный авиационный полк.

## В действующей армии
В составе действующей армии:
- с 19 августа 1941 года по 2 июля 1942 года
- с 23 сентября 1942 года по 4 марта 1943 года
- с 1 июня 1943 года по 19 августа 1944 года

## Командиры полка
- подполковник Костенко, Алексей Тимофеевич[3], 08.1941 — 12.01.1942
- старший лейтенант Волков Иван Васильевич (ВриД)[3], 01.1942 — 03.1942
- подполковник Костенко, Алексей Тимофеевич[3], 03.1942 — 05.1942
- майор Горев, Николай Дмитриевич[3], 09.1942 — 07.1943
- майор, подполковник Сошенко, Пётр Сергеевич (погиб)[3], 09.1943 — 10.02.1945

## В составе соединений и объединений
| Период        | Фронт (округ)                        | армия               | корпус                                 | дивизия                                             | примечание                              |
| ------------- | ------------------------------------ | ------------------- | -------------------------------------- | --------------------------------------------------- | --------------------------------------- |
| 24.05.1941 г. | Западный Особый военный округ        | ВВС округа          |                                        |                                                     | Шаталово, Смоленская область, ЛаГГ-3    |
| 27.07.1941 г. | Северо-Кавказский военный округ      | ВВС округа          |                                        | 11-й запасной истребительный авиационный полк       | Ростов-на-Дону, ЛаГГ-3                  |
| 19.08.1941 г. | Южный фронт                          | ВВС фронта          |                                        |                                                     | ЛаГГ-3                                  |
| 24.08.1941 г. | Юго-Западный фронт                   | 6-я армия           | ВВС 6-й армии                          | 44-я истребительная авиационная дивизия             | ЛаГГ-3                                  |
| 27.08.1941 г. | Южный фронт                          | ВВС фронта          |                                        | 44-я истребительная авиационная дивизия             | ЛаГГ-3                                  |
| 07.09.1941 г. | Юго-Западный фронт                   | ВВС фронта          |                                        | 64-я истребительная авиационная дивизия             | ЛаГГ-3                                  |
| 10.02.1942 г. | Юго-Западный фронт                   | 6-я армия           | ВВС 6-й армии                          |                                                     | ЛаГГ-3                                  |
| 10.07.1942 г. | Московский военный округ             | ВВС округа          |                                        | 2-й запасной истребительный авиационный полк        | станция Сейма Горьковской области, Ла-5 |
| 23.09.1942 г. | Резерв Верховного Главнокомандования | авиация Резерва ВГК | 1-й истребительный авиационный корпус  | 235-я истребительная авиационная дивизия            | Ла-5                                    |
| 23.10.1942 г. | Калининский фронт                    | 3-я воздушная армия | 1-й истребительный авиационный корпус  | 235-я истребительная авиационная дивизия            | Ла-5                                    |
| 06.11.1942 г. | Сталинградский фронт                 | ВВС фронта          | 2-й смешанный авиационный корпус       | 235-я истребительная авиационная дивизия            | Ла-5                                    |
| 08.11.1942 г. | Сталинградский фронт                 | 8-я воздушная армия | 2-й смешанный авиационный корпус       | 235-я истребительная авиационная дивизия            | Ла-5                                    |
| 03.01.1943 г. | Южный фронт                          | 8-я воздушная армия | 2-й смешанный авиационный корпус       | 235-я истребительная авиационная дивизия            | Ла-5                                    |
| 05.03.1943 г. | Юго-Западный фронт                   | ВВС фронта          | 7-й смешанный авиационный корпус       | 235-я истребительная авиационная дивизия            | Ла-5                                    |
| 30.04.1943 г. | Степной фронт                        | ВВС фронта          | 7-й смешанный авиационный корпус       | 235-я истребительная авиационная дивизия            | Ла-5                                    |
| 01.06.1943 г. | Северо-Кавказский фронт              | 4-я воздушная армия | 3-й истребительный авиационный корпус  | 235-я истребительная авиационная дивизия            | Ла-5                                    |
| 10.07.1943 г. | Воронежский фронт                    | 2-я воздушная армия | 10-й истребительный авиационный корпус | 235-я истребительная авиационная дивизия            | Ла-5                                    |
| 24.08.1943 г. | Воронежский фронт                    | 2-я воздушная армия | 10-й истребительный авиационный корпус | 235-я истребительная авиационная дивизия            | в резерве армии, Ла-5                   |
| 04.10.1943 г. | Воронежский фронт                    | 2-я воздушная армия | 10-й истребительный авиационный корпус | 235-я истребительная авиационная дивизия            | Ла-5                                    |
| 20.10.1943 г. | 1-й Украинский фронт                 | 2-я воздушная армия | 10-й истребительный авиационный корпус | 235-я истребительная авиационная дивизия            | Ла-5                                    |
| 05.08.1944 г. | 4-й Украинский фронт                 | 8-я воздушная армия | 10-й истребительный авиационный корпус | 235-я истребительная авиационная дивизия            | Ла-5                                    |
| 19.08.1944 г. | 4-й Украинский фронт                 | 8-я воздушная армия | 10-й истребительный авиационный корпус | 15-я гвардейская истребительная авиационная дивизия | полк переименован в гвардейский, Ла-5   |

## Участие в операциях и битвах
- Киевская операция — с 7 июля 1941 года по 26 сентября 1941 года.
- Донбасско-Ростовская операция — с 29 сентября 1941 года по 4 ноября 1941 года.
- Харьковская операция — с 12 мая 1942 года по 25 мая 1942 года.
- Сталинградская оборонительная операция — с 20 октября 1942 года по 18 ноября 1942 года.
- Сталинградская наступательная операция с 19 ноября 1942 года по 2 февраля 1943 года
- Ростовская операция — с 1 января 1943 года по 18 февраля 1943 года.
- Ворошиловградская операция — с 29 января 1943 года по 18 февраля 1943 года.
- Воздушное сражение на Кубани — с 17 апреля 1943 года по 7 июня 1943 года.
- Курская битва — с 5 июля 1943 года по 13 июля 1943 года.
- Изюм-Барвенковская наступательная операция — с 21 июля 1943 года по 27 июля 1943 года.
- Белгородско-Харьковская операция — с 3 августа 1943 года по 23 августа 1943 года.
- Донбасская операция — с 13 августа 1943 года по 22 сентября 1943 года.
- Днепровская воздушно-десантная операция — с 23 сентября 1943 года по 13 ноября 1943 года.
- Запорожская операция — с 10 октября 1943 года по 14 октября 1943 года.
- Киевская наступательная операция — с 3 ноября 1943 года по 22 декабря 1943 года.
- Житомирско-Бердичевская операция — с 24 декабря 1943 года по 14 января 1944 года
- Корсунь-Шевченковская операция — с 24 января 1944 года по 17 февраля 1944 года.
- Никопольско-Криворожская наступательная операция — с 30 января 1944 года по 29 февраля 1944 года.
- Проскуровско-Черновицкая наступательная операция — с 4 марта 1944 года по 17 апреля 1944 года.
- Одесская операция — с 26 марта 1944 года по 14 апреля 1944 года.
- Львовско-Сандомирская операция — с 13 июля 1944 года по 19 августа 1944 года.

## Почётные наименования
- 181-му истребительному авиационному полку 4 мая 1943 года за показанные образцы мужества и геройства в борьбе против фашистских захватчиков и в целях дальнейшего закрепления памяти о героических подвигах сталинских соколов приказом НКО СССР[4] присвоено почётное наименование «Сталинградский».

## Благодарности Верховного Главнокомандующего
Верховным Главнокомандующим дивизии объявлены благодарности:
- За овладение столицей Украины городом Киев[5]
- За овладение городом овладение городом Проскуров[6]
- За овладение городом овладение городом Черновицы[7]

## Отличившиеся воины
- Наумов Пётр Изотович, майор, командир эскадрильи 181-го истребительного авиационного полка 44-й истребительной авиационной дивизии Юго-Западного фронта, Указом Президиума Верховного Совета СССР удостоен звания Герой Советского Союза 24 августа 1943 года будучи командиром 13-го истребительного авиационного полка 201-й истребительной авиационной дивизии 2-го смешанного авиационного корпуса 4-й воздушной армии Северо-Кавказского фронта.
- Милованов Алексей Михайлович, лётчик 181-го истребительного авиационного полка 44-й истребительной авиационной дивизии Юго-Западного фронта, Указом Президиума Верховного Совета СССР удостоен звания Герой Советского Союза 1 июля 1944 года будучи командиром эскадрильи 193-го истребительного авиационного полка 302-й Кировоградской истребительной авиационной дивизии 4-го истребительного авиационного корпуса 5-й воздушной армии. Посмертно

## Статистика боевых действий
Всего за годы Великой Отечественной войны полком:
| Выполнено боевых вылетов (1941 — 19.08.1944) | Сбито самолётов в воздухе (1941—1945) | Уничтожено самолётов всего (1941—1945) |
| -------------------------------------------- | ------------------------------------- | -------------------------------------- |
| 5435                                         | 213                                   | 244                                    |

Свои потери:
| Потеряно самолётов, всего | Погибло лётчиков всего |
| ------------------------- | ---------------------- |
| 135                       | 61                     |

## Самолёты на вооружении
| Период      | Самолёты |
| ----------- | -------- |
| 1941 — 1942 | ЛаГГ-3   |
| 1942 — 1945 | Ла-5     |